# История Сейшельских Островов
История Сейшельских Островов — история открытия и жизни поселенцев на Сейшельских островах в Индийском океане. Современная история Республики Сейшелы.

## Предыстория
Сейшельские Острова долгое время оставались необитаемы человеком, благодаря этому сохранилась уникальная эндемичная живая природа.
На острове Силуэт сохранились могилы арабских мореплавателей 9-10 веков и наскальные надписи на острове Фригит (Фрегат).
Острова были открыты для Европейцев в 1502 году во время второго плавания Васко да Гаммы в Индии.
Острова впервые были описаны в январе 1609 года экспедицией Британской Ост-Индийской компании капитана Александра Шарпея.
В 17-18 веках острова служили базой и убежищем для пиратов.

## Французская колония

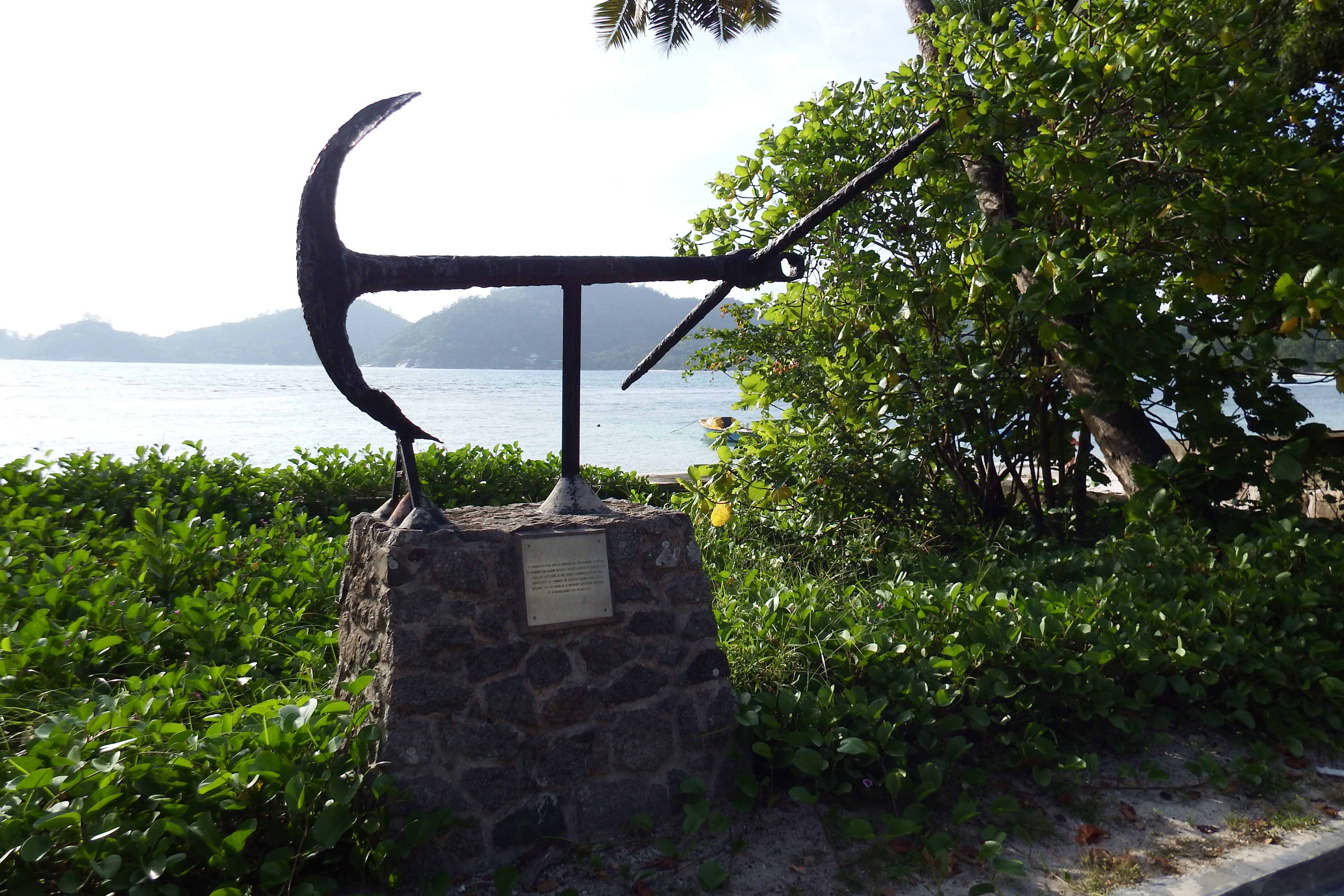
Памятник на месте первой высадки французов на Сейшельских островах, Бо Лазар, остров Маэ

В 1742 году губернатор французского острова Иль-де-Франс (Маврикий) Бертранд Франсуа Маэ де Лябурдонне отрядил экспедицию исследовать острова. После трех экспедиций капитана Лазаря Пико на архипелаг, в первой из которых французы высадились на берег острова Маэ в 1742 году, в 1756 году острова были провозглашен владением Франции. Первоначально был назван островами Лябурдонне в честь губернатора, позже того же года острова были переименованы в острова Сейшелы (в честь министра финансов Франции Моро де Сешеля). Освоение архипелага французскими поселенцами началось в 1770 году, но значительные поселения появились только в 1794 году. На остров завезли много рабов с Мадагаскара и невольничьих рынков восточного побережья Африки.

## Британская колония
Во время французских революционных и наполеоновских войн острова несколько раз были оккупированы британцами. Британское владение островами было окончательно закреплено Парижским мирным договором 1814 года.
После отмены рабства в 1835 году британцы стали поощрять переселение на острова арабов с Маврикия, а также индийских торговцев и наемных работников. В 1888 году на архипелаге основали отдельную администрацию.
В 1903 году Сейшельские острова получили статус отдельной королевской колонии. В составе Британской империи 2,8 тысяч жителей островов принимали участие в Первой и Второй мировых войнах. В 1958 году Франция выкупила острова Глориосо.

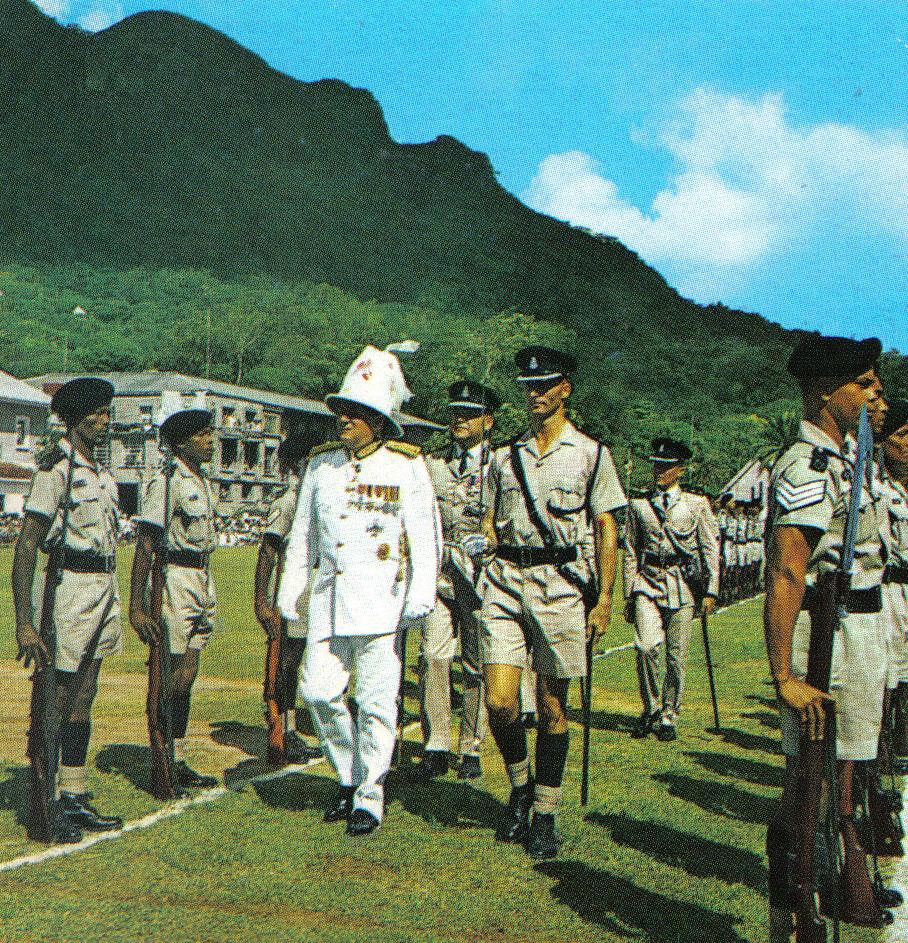
Британский губернатор Брюс Гритбетч обходит строй полицейского почетного караула, 1972 год

Первая политическая партия — «Объединённая народная партия Сейшельских островов» (ОНПС) (англ. Seychelles People's United Party) во главе с Франсом-Альбертом Рене была создана в 1964 году. ОПНС имела целью достижение независимости и формирования народного правительства. «Демократическая Партия Сейшел» (ДПС), возглавляемая Джеймсом Мэнчемом, призвала к интеграции с Великобританией. Забастовочное движение на островах вынудило Великобританию ввести в 1967 году всеобщее избирательное право и позволить учредить Законодательное Собрание в 1970 году. В ноябре 1970 года была выработана новая конституция, а в 1974 году обе политические партии призвали к независимости островов.

## Независимость
После победы на выборах партии Менчэма начались переговоры с Великобританией, в результате которых 28 июня 1976 была провозглашена независимая Республика Сейшельские Острова в составе Британского содружества. В состав новой республики также вошли переданные Великобританией остров Альдабра, группа островов Фаркуар и остров Дерош.
Первым президентом был избран Джеймса Менчэм, а Франс-Альберт Рене был назначен премьер-министром.

### Перевороты
5 июня 1977 году во время отсутствия Менчема был осуществлён государственный переворот, в результате которого к власти пришел Рене, который в 1979 году ввёл однопартийную систему. Правящая партия была переименована в Прогрессивный фронт народа Сейшел (ПФНС), идейной основой которого был провозглашён социализм. Были введены бесплатное образование и медицина, велось широкое строительство жилья.
В 1981 году произошла неудачная попытка государственного переворота, в котором были замешаны южноафриканские наёмники и правительственные структуры.
В 1982 году другая попытка мятежа была подавлена за 2 дня, когда пропрезидентские войска с помощью отрядов из Танзании захватили укрепления мятежников. Партия Рене — ООПС (переименована в «Народный прогрессивный фронт Сейшел» (НПФС), англ. Seychelles People's Progressive Front) оставалась единственной партией в 1992 году, когда под внешним и внутренним давлением была возвращена многопартийность.
Была выработана новая конституция, Рене и Менчэм, который вернулся из изгнания, призвали к примирению и национальному согласию.

### Восстановление многопартийности
На всеобщих многопартийных выборах в июле 1993 года победил НПФС, получив 21 из 22 мест в парламенте.
Партия НПФС побеждала на парламентских выборах 1998, 2000 и 2001 годов. В 2004 году Франс-Альбер Рене ушёл в отставку, и вице-президент Джеймс Мишель стал президентом, в 2006 году он победил на выборах, в 2011 году он был переизбран на второй срок, а в 2015 году был переизбран на третий срок.
В 2016 году Джеймс Мишель объявил о своей отставке и новым президентом страны стал вице-президент Дэнни Фор.

## Галерея
История в почтовых марках:
| - Герб, 1969 - Почтовая марка, выпущенная в 1970 году в память о 200-летии начала освоения Сейшел французскими поселенцами - Почтовая марка, выпущенная в годовщину переворота 5 июня 1977 года, названного «Днем освобождения» - Франс-Альберт Рене, 1984 |